# Ван Мушенбрук, Питер
Питер ван Мушенбрук (Мюссенбрук) (нидерл. Pieter (Petrus) van Musschenbroek; 14 марта 1692, Лейден — 19 сентября 1761, там же) — голландский физик, создатель «лейденской банки».

## Биография
Мушенбрук родился в Лейдене в семье Яна Йостена ван Мушенбрука (1660—1707), который основал первое в Голландии производство специализированных научных приборов. Питер изучал в Лейденском университете медицину, философию и математику, в 1715 году получил степень доктора медицины и в течение двух лет занимался врачебной практикой. Затем он отправился в Лондон, где лично познакомился с Ньютоном и учился у него. Переехав в Германию, получил в 1719 году диплом доктора философии и занял пост профессора философии и математики Дуйсбургского университета. В 1723 году был приглашен в Утрехтский университет, где создал неоднократно переиздававшийся курс физики (его перевод на голландский язык, вышедший в 1736 году, стал первой книгой по физике на этом языке). В 1740 году занял кафедру философии в Лейдене, где оставался до конца жизни, несмотря на приглашения, поступавшие из Дании, Англии, Пруссии, Испании, России. При этом он продолжал владеть фирмой, поставлявшей научные приборы в разные страны мира, в том числе в петербургскую Кунсткамеру.

## Научная деятельность
Мушенбрук известен прежде всего своими работами по электричеству. Он обратил внимание на различный характер электризации стекла и янтаря, что способствовало открытию в 1733 году Шарлем Франсуа Дюфе «смоляного» и «стекольного» электричества (положительного и отрицательного, согласно терминологии Бенджамина Франклина). К числу наиболее известных достижений Мушенбрука принадлежит лейденская банка — первый конденсатор, изобретённый им в 1746 году. При этом он создал первый прообраз его внешней обкладки (в первых опытах в её качестве использовалась рука экспериментатора, державшего банку). Мушенбрук обратил внимание на физиологическое действие разряда, сравнив его с ударом ската (ученому принадлежало первое использование термина «электрическая рыба»), провел опыты для проверки своих предположений. При этом он отрицал электрическую природу молнии, пересмотрев свои взгляды лишь после знаменитых опытов Франклина. Независимо от него и несколько ранее принцип конденсатора открыт померанским лютеранским дьяконом Эвальдом фон Клейстом 11 октября 1745 года.
Среди других научных тем, которыми занимался Мушенбрук, — теплота и оптика. Он провел первые опыты по тепловому расширению твёрдых тел, в 1731 году изобрел для этих целей пирометр, который позже использовал для определения температуры плавления ряда металлов. В 1751 году построил таблицы удельных весов многих веществ. Занимался также исследованием прочности строительных материалов, проблемой поглощения света различных цветов в воздухе.

## Научное признание
- Член Лондонского королевского общества (1734)[4]
- Член-корреспондент Парижской академии наук (1734)[5]
- Иностранный член Прусской Королевской академии наук (1746)[6]
- Иностранный почётный член Петербургской академии наук (1753)[7]

## Труды
- P. van Musschenbroek. Tentamina experimentorum naturalium. — Leiden, 1731.
- P. van Musschenbroek. Elementa Physicae conscripta in usus academicos. — Leiden, 1734.
- P. van Musschenbroek. Institutiones Physicae conscripta in usus academicos. — Leiden, 1748.
- P. van Musschenbroek. Compendium physices experimentalis. — Leiden, 1762.
- P. van Musschenbroek. Introductio ad philosophiam naturalem. — Leiden, 1762.